# Rytro (gmina)

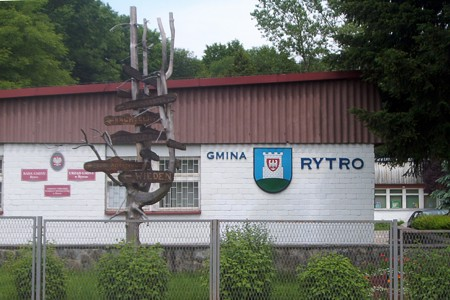
Urząd Gminy Rytro

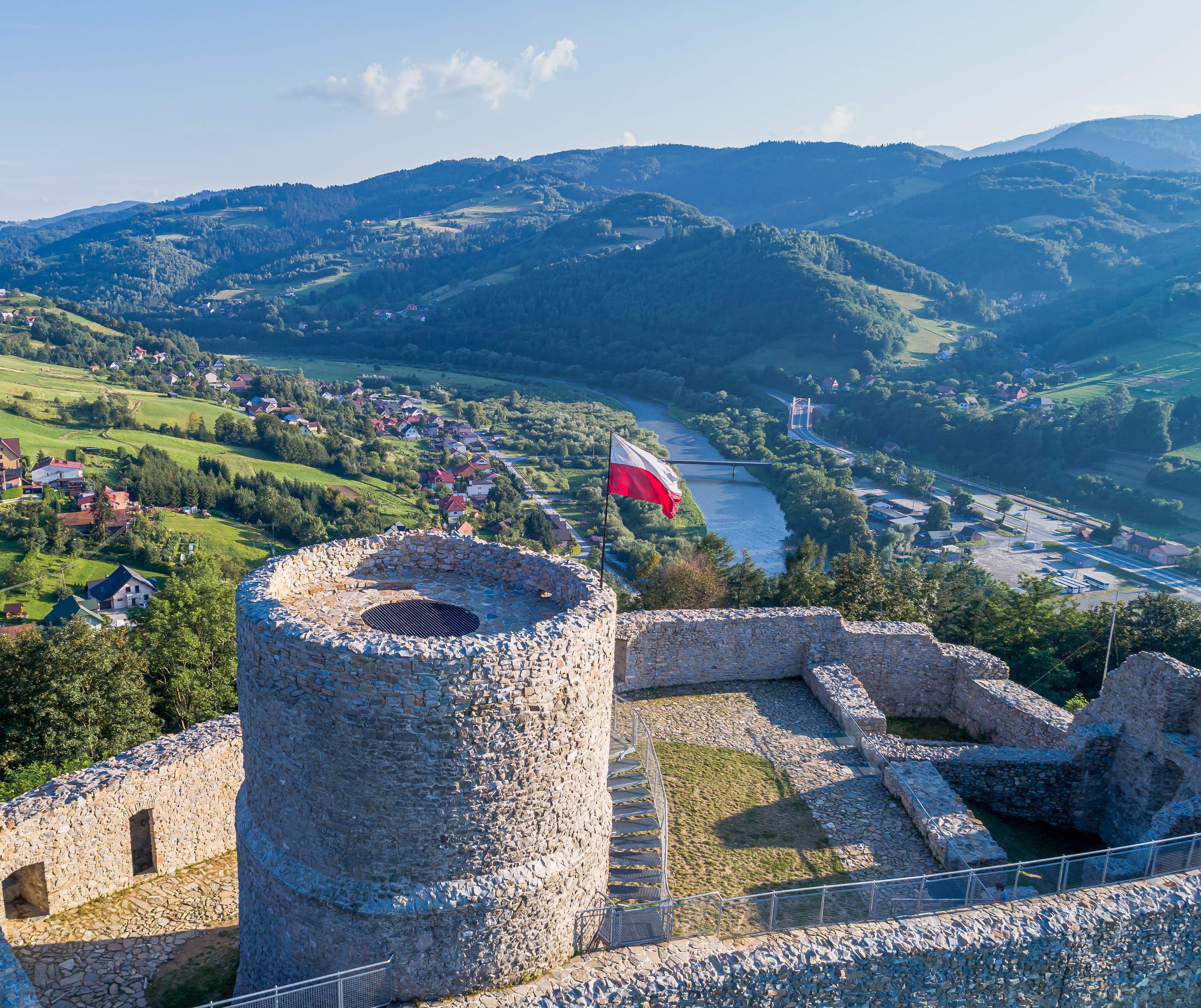
Ruiny zamku w Rytrze

Rytro – gmina wiejska w Polsce położona w województwie małopolskim, w powiecie nowosądeckim. Utworzona została 30 grudnia 1994 po odłączeniu się od gminy Piwniczna i do reformy administracyjnej (1998) znajdowała się w granicach województwa nowosądeckiego. Siedzibą gminy jest Rytro.
Sąsiaduje z gminami Nawojowa, Piwniczna-Zdrój, Stary Sącz i Szczawnica.

## Geografia
Gmina Rytro położona jest w centrum Beskidu Sądeckiego, w dolinie Wielkiej Roztoki i Popradu. Od zachodu otaczają ją lesiste wzgórza pasma Radziejowej, a od wschodu pasma Jaworzyny Krynickiej.
Gmina ma obszar 41,92 km², w tym: użytki rolne 22%, użytki leśne: 74%. Stanowi to 2,7% powierzchni powiatu.

## Sołectwa
Obłazy Ryterskie, Roztoka Ryterska, Rytro, Sucha Struga, Życzanów.

## Historia
Niektóre z zamieszczonych tu informacji wymagają weryfikacji.
Dokładniejsze informacje o tym, co należy poprawić, być może znajdują się w dyskusji tej sekcji.
 Po wyeliminowaniu niedoskonałości należy usunąć szablon {{Dopracować}} z tej sekcji.
Pierwszy raz z nazwą Rytra (Ritter) spotykamy się w testamencie Piotra Wydżgi zamieszczonym przez Jana Długosza w „Księdze uposażeń diecezji Krakowskiej” z ok. 1475 r. Testament ten miałby być napisany przez na wpółlegendarnego kasztelana sądeckiego Wydżgę, któremu przypisuje się posiadanie m.in. zamku ryterskiego (co w ówczesnych czasach było niemożliwe, bo zamek był własnością książęcą) broniącego granic państwa od strony Węgier, a jednocześnie stanowiącego komorę celną nad drogą lądową i wodną.
Historia miejscowości datowana jest jednak dopiero od roku 1312, kiedy to przywilejem króla Władysława Łokietka przyznano klaryskom starosądeckim prawo pobierania cła na Popradzie. W okresie świetności zameczku przez Rytro przejeżdżały liczne orszaki królewskie (Władysława Łokietka, Kazimierza Wielkiego, królowej Jadwigi).
Postacią, która niewątpliwie związana jest z Rytrem, jest Piotr Ryterski herbu Topór. Był on żołnierzem, który walczył pod Grunwaldem, pod Koronowem, pod Bardiowem. Objął on we władanie zamek wraz z przyległymi wsiami. Do rodziny Ryterskich zamek i okolice należały do 1502 r.
Do 1770 r. Rytro i okoliczne wsie stanowiły własność królewską i wchodziły w skład starostwa barcickiego.
Pod zaborem austriackim od czerwca 1770 r. Od 1785 r. podlegały Kamerze (Cameral Amt in Alt Sandez), austriackiemu skarbowi państwa. Po 1867 r. były to jednowioskowe gminy Rytro, Sucha Struga, Rostoka i Obłazy.
Stan taki trwał do reformy administracyjnej z 1934 r., kiedy to wymienione wsie zostały gromadami gminy zbiorowej Piwniczna-Wieś. W latach 1955–1972 wsie te podlegały prezydium Gromadzkiej Rady Narodowej w Rytrze. Po kolejnej reformie administracyjnej od 1973 stały się sołectwami Miasta i gminy Piwniczna. Od 30 grudnia 1994 r. reaktywowano gminę Rytro.

## Demografia

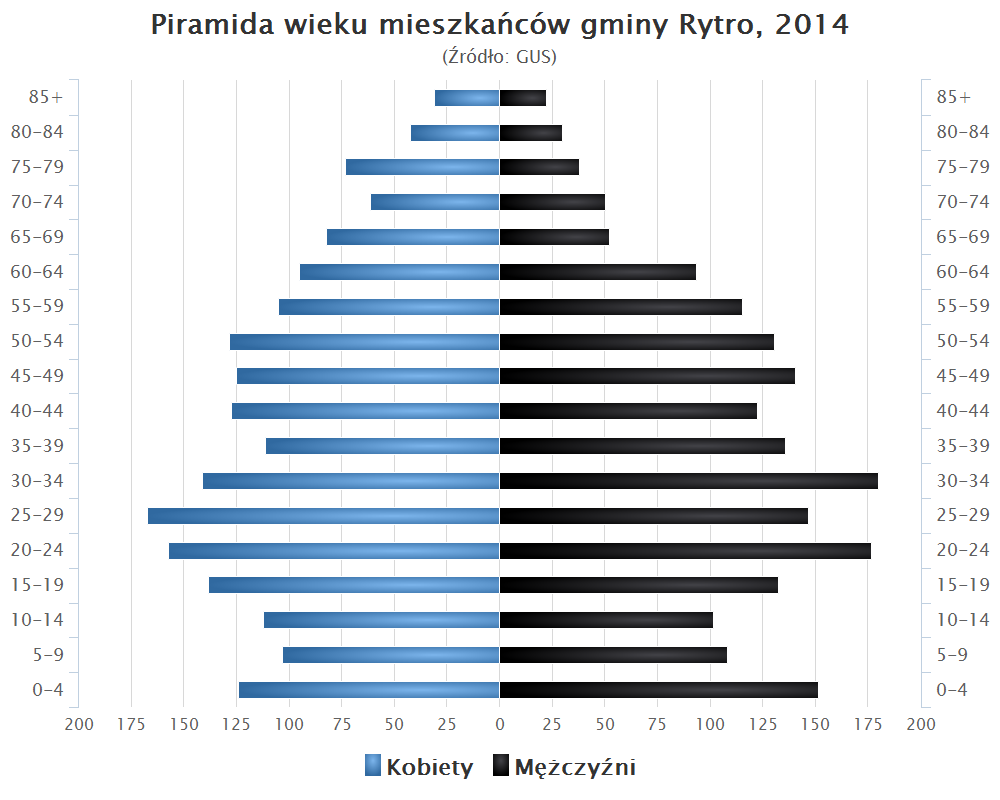
Piramida wieku mieszkańców gminy Rytro w 2014 roku

## Zabytki
W Rytrze znajdują się ruiny zamku powstałego w okresie walk z Węgrami (ok. XIII wieku). Założony został prawdopodobnie przez Wacława II.
Koło nowego kościoła w Rytrze znajduje się mostek na Roztoczance. Wychodzi on na zagrodę Klósków, gdzie rozgrywała się akcja książki Rogaś z Doliny Roztoki autorstwa Marii Kownackiej. Postacie w tej powieści były autentyczne, z koziołkiem Rogasiem i psem Łobosiem włącznie. Maria Kownacka napisała tu również książkę Szkoła nad obłokami która opowiada o szkole na Niemcowej.

## Ochrona przyrody
U źródeł Roztoczanki istnieje założony w 1924 r. rezerwat "Baniska" o powierzchni 141,96 ha, gdzie ochronie podlega drzewostan złożony z buka, jodły, świerka i jawora. Wiek drzew sięga 200 lat. Najokazalsze jodły i buki mają do 30 m wysokości i 1 m średnicy. Jawory – 25 m i 65 cm średnicy.
Występowanie na terenie Rytra rzadkich okazów płazów i gadów stało się przyczyną utworzenia w 1996 r. pierwszego w Polsce gminnego "Parku Ekologicznego".